# 納什維爾鎮區 (北卡羅萊納州納什縣)
納什維爾鎮區（英語：Nashville Township）是位於美國北卡羅萊納州納什縣的一個鎮區。

## 地方資料
納什維爾鎮區的面積為119.16平方千米，皆為陸地。根據2020年美國人口普查的數據，當地共有人口10065人，而人口密度為每平方千米84.47人。